# Drahota Andrea
Drahota Andrea (Veszprém, 1941. július 15. –) Jászai Mari-díjas magyar színésznő, érdemes művész.

## Életpályája
Veszprémben született, a Fejér vármegyei Perkátáról oda utazott szülni az édesanyja. Édesapja ekkor a Donnál szolgált tiszti rangban a Magyar 2. hadseregben. Egy húga van. Később Abaújszántóra költöztek, ahol az apja tanárként dolgozott. Anyja 1953-ban tragikus körülmények között elhunyt, öngyilkos lett. Nevelőanyja matematika–fizika szakos középiskolai tanár volt. 
A ceglédi Kossuth Lajos Gimnáziumban érettségizett. A Marx Károly Közgazdaságtudományi Egyetemen tanult ipar szakon 1959–1961 között. A Színház- és Filmművészeti Főiskolát 1965-ben végezte el. 
1963 óta szerepel filmekben. Egy évig a szolnoki Szigligeti Színházban játszott (1965–1966). 1966–1991 között a Thália Színház illetve az Arizona Színház tagja volt. 1991–1993 között szabadfoglalkozású színész volt. 1993–2001 között a Nemzeti Színház, illetve a Pesti Magyar Színház színésznője. 2001-től a székesfehérvári Vörösmarty Színház és a Vidám Színpad művésznője volt.
70 évesen visszavonult a színpadtól.
A 2000-es évektől Gyermelyen él.

## Családja
Férje 1964–2005 között Kozák András színész volt, gyermekei: Ágnes, aki színésznőként végzett a Színház- és Filmművészeti Főiskolán 1989-ben és Madaras Józsefhez ment feleségül, valamint Dénes, aki informatikus lett. Menye Kékkovács Mara színésznő.

## Színpadi szerepei
- Corneille: Cid... Elvira
- Shakespeare: Ahogy tetszik... Második apród a száműzött herceg kíséretében
- Denis Diderot: Az apáca... Apáca
- Lorca: Rosita leányasszony... Rosita
- Shakespeare: II. Richárd... A királyné
- Makszim Gorkij: A nap fiai... Antonovna
- Shakespeare: Rómeó és Júlia... Júlia; Capuletné
- Kövesdi Nagy Lajos: Szegény kis betörő... Vera
- Shakespeare: Troilus és Cressida... Cassandra
- Bródy Sándor: A tanítónő... Tanítónő
- Fejes Endre: Mocorgó... Judit
- Goethe: Torquato Tasso... Leonora D'Este
- Osztrovszkij: Vihar... Katyerina
- Pablo Neruda: Joaquin Murieta tündöklése és bukása... Barna énekesnő
- Babel: Mária... Katyerina
- Dante Alighieri: Isteni színjáték... Beatrice
- Ortutay–Kazimír: Kalevala... Külli; Louhi
- Móricz Zsigmond: Légy jó mindhalálig... Viola
- Goda Gábor: A planétás ember... Szatyorka Teréz
- Frisch: Játék az életrajzzal... Kürmann úr feleségét játssza
- Milton: Elveszett paradicsom... Éva
- Roger Martin du Gard: A Thibault-család... Rachel Göpfert
- Alberto Moravia: A világ olyan, amilyen... Lena
- Gosztonyi János: A nagy lehetetlen... Ottilia
- Gosztonyi János: A néma énekesnő... Kovácsné
- Jánosy–Kazimír: Ramajana... Szitá
- Illyés Gyula: Bál a pusztán... Veron
- Takeda–Miyosi–Namiki: Csusingura... Kaojo
- Pagogyin: Arisztokraták... Szonja
- Graham Green: Csendes amerikai... Phuong
- Kazimir-Weöres: Karagőz... Karagőz felesége
- Németh László: Gandhi... Lady Mountbatten
- Diderot: Fecsegő ékszerek... Mirzoza
- Zsolt Béla: Erzsébetváros... Lici
- Kazimir Károly–Ortutay: Ezeregyéjszaka... Seherezádé
- Kerényi–Miczkiewicz–Slowacki-Krasinski: Lengyel fantázia... Anya
- László-Bencsik Sándor: Történelem alulnézetben... Juli
- Komlós János–Marton László: Thália kabaré...
- Rákos–Kazimír: Agyagtáblák üzenete - Gilgames... Ereskigal
- Malraux: A remény... Dolores
- Kazimir Károly: Petruska... Tatjana Madelon
- Katona József: Bánk bán... Gertrudis
- Kellér Andor: Bal négyes páholy... Giza
- Rabelais: Gargantüa és Pantagrüel... Glugla
- Mándy Iván: Gong... Cserépkalapos nő
- Czakó Gábor: Gang... Kíntornásné
- Longfellow: Hiawata... Nokómisz
- Karinthy Ferenc: Házszentelő... Péteri Luca
- Iwaszkiewicz: Chopin... De Roziéres
- Bulgakov: A Mester és Margarita... Margarita
- Satrov: Égszínkék lovak, vörös füvön... Clara Zetkin
- Kassák Lajos: Egy ember élete... Jolán
- Hochhuth: Jogászok... Tina
- Mesterházi Lajos: Pesti emberek... Mónika
- Shaw: Vissza Matuzsálemhez... Orákulum
- Cseres Tibor: Parázna szobrok... Thormayné
- Móricz Zsigmond: Rokonok... Lina
- Hofmannsthal: Akárki... Halál
- Hernádi Gyula: Királyi vadászat... Zita királyné; Aldoboi Éva
- Illyés Gyula: Fáklyaláng... Kossuthné
- Kazimir Károly: Szép asszonyok egy gazdag házban... Holdasszony
- Petrov: Szerelmem, színház... Nadja
- Fényes Samu: Kassai asszonyok... Ráskayné
- Giovanni Boccaccio: Dekameron...
- Babel: Alkony... Dvorja
- Verebes István: Kettős ünnep... özv. Tarkáné
- Németh László: Harc a jólét ellen...Tölcséry Mihályné
- Shakespeare: Lóvátett lovagok... Királylány
- Molière: Versailles-i rögtönzés... Madeleine Béjart
- Molière: Gömböc úr... Nérine
- Arthur Miller: Szerelmi történet-féle... Angela
- Miller: Nem emlékszem semmire... Leonora
- Karvas: Gyönyörök kedden éjfél után... Lady Elisabeth
- Harsányi Zsolt: A bolond Ásvayné... Ásvayné
- Chase: Barátom, Harvey... Veta Louise Simmons
- Kányádi Sándor: Kétszemélyes tragédia... Asszony
- Shakespeare: Hamlet, dán királyfi... Gertrud
- Czakó Gábor: Fehér ló avagy Duna-party kocsmológia... Suttogó
- Dunai Ferenc: Párhuzamos pofonok... Aranka
- Carl Loewe: My fair lady... Pearce-né
- Kaiser: A főnyeremény... Juel kisasszony
- Móricz Zsigmond: Nem élhetek muzsikaszó nélkül... Pepi néni
- Molnár Ferenc: A hattyú... Symphorosa
- Hubay Miklós: Hová lett a Rózsa lelke? (Nizsinszki)... Emília
- Choderlos de Laclos: Veszedelmes viszonyok... Volanges-né
- Bock: Hegedűs a háztetőn... Golde
- Harling: Acélmagnóliák... M’Lynn Eaton
- Csehov: Sirály... Arkagyina
- Eisemann–Szilágyi: Tokaji aszú... Tarcali Darázs Katalin
- Kálmán Imre: Csárdáskirálynő... Cecília
- Csiky Gergely: A nagymama... Langó Seraphine
- Goldman: Az oroszlán télen... Eleonóra
- Jókai Mór: A kőszívű ember fiai... Baradlayné
- Verebes István: Remix, avagy a három nagylány... Margot Lamb
- Arthur Miller: A salemi boszorkányok... Rebecca Nurse
- Shakespeare: Tévedések vígjátéka... Emília
- Christie:...és már senki sem! (Tíz kicsi néger)... E.C. Brent
- Vörösmarty Mihály: Csongor és Tünde... Éj
- McPherson: Marvin szobája... Ruth
- Gabriel García Márquez: Száz év magány... Ursula Iguarán
- Shakespeare: III. Richárd... York hercegné
- Szép Ernő: Vőlegény... Gyengusné
- Turgenyev: Egy hónap falun... Anna Szemjonovna
- Martin McDonagh: Piszkavas... Mag Folan
- Charles Dickens: Copperfield Dávid... Trotwood kisasszony
- Friedrich Schiller: Stuart Mária... Hanna Kenedy
- Thomas: Nyolc nő... Madame Channel
- Parti Nagy Lajos: Ibusár... Anyuska
- Szophoklész: Elektra... Indiánasszony
- Sultz Sándor: Zöldalma... Ágnes

## Előadóestjei
- Levél a hitveshez (1978)
- Játék és valóság (1980, Kozák Andrással)

## Filmjei

### Játékfilmek
- Sodrásban (1963)
- Iszony (1965)
- Interferencia (1966)
- Csend és kiáltás (1967)
- A nagybácsi álma (1967)
- Vadölő (1967) – Wahtawah[6]
- Kártyavár (1967)
- Falak (1968)
- Fényes szelek (1969)
- Próféta voltál szívem (1969)
- Csak egy telefon (1970)
- N.N., a halál angyala (1970)
- Utazás a koponyám körül (1970)
- Arc (1970)
- Még kér a nép (1971)
- Öt férfi komoly szándékkal (1972)
- A magyar ugaron (1972)
- A szerelem határai (1973)
- Hatholdas rózsakert (1973)
- Fogjuk meg és vigyétek! (1978)
- Égigérő fű (1979)
- Csontváry (1980)
- Kojak Budapesten (1980)
- A szeleburdi család (1981)
- És mégis… (1991)
- Blue Box (1993)
- Az első kettő (2023)

### Tévéfilmek
- Csiribiri (1964)
- Leszámolás (1967)
- Egy, kettő, három (1967)
- Petőfi Mezőberényben (1969)
- Valaki a sötétből (1969)
- Iphigenia a Tauruszok földjén (1971)
- Öt férfi komoly szándékkal (1971)
- Kiskirályok (1972)
- Francia tanya (1972)
- Cserepes Margit házassága (1973)
- Gúnyos mosoly (1973)
- Az ezeregyéjszaka meséi (1974)
- Köznapi legenda (1976)
- Ady-novellák (1978)
- Beszélgetések Szókratésszal (1978)
- Rejtekhely (1978)
- Baleset (1978)
- Nők apróban (1979)
- Szávitri, az asszonyi hűség dicsérete (1979)
- Glembay Ltd. (1980)
- Ollantay, az Andok vezére (1980)
- Gulliver az óriások országában (1980)
- Fehér rozsda (1981)
- Alkony (1986)
- Nem érsz a halálodig (1990)
- Kisváros (1996)
- Nemzedékek egymás közt (2002)
- Barátok közt (2007)

## Szinkronszerepei
- A fej nélküli lovas : Louisa Poindexter – Lyudmila Savelyeva
- Languszta reggelire: Carla Rebaudengo Spinosi – Claudine Auger
- Pisztolypárbaj: Nora Tenneray – Jane Alexander
- Suttogások és sikolyok: Karin – Ingrid Thulin
- Tombol a hold: Jill Matthews – Nanette Newman
- Twin Peaks: Catherine Martell – Piper Laurie

## Díjai
- Jászai Mari-díj (1972)
- Magyar Filmkritikusok Díja – Legjobb női alakítás díja (1973)
- A filmszemle díja (1973)
- Érdemes művész (1986)